# Moniliformis cestodiformis
Moniliformis cestodiformis är en hakmaskart som först beskrevs av Otto Friedrich Bernhard von Linstow 1904.  Moniliformis cestodiformis ingår i släktet Moniliformis och familjen Moniliformidae. Inga underarter finns listade i Catalogue of Life.